# Districte de Blansko
El districte de Blansko (en txec Okres Blansko) és un districte de la regió de Moràvia Meridional, a la República Txeca. La capital és Blansko.

## Llista de municipis
Adamov -
Bedřichov -
Benešov -
Blansko -
Borotín -
Bořitov -
Boskovice -
Brťov-Jeneč -
Bukovina -
Bukovinka -
Býkovice -
Cetkovice -
Crhov -
Černá Hora -
Černovice -
Deštná -
Dlouhá Lhota -
Doubravice nad Svitavou -
Drnovice -
Habrůvka -
Hodonín -
Holštejn -
Horní Poříčí -
Horní Smržov -
Chrudichromy -
Jabloňany -
Jedovnice -
Kněževes -
Knínice u Boskovic -
Kořenec -
Kotvrdovice -
Kozárov -
Krasová -
Krhov -
Křetín -
Křtěnov -
Křtiny -
Kulířov -
Kunčina Ves -
Kunice -
Kuničky -
Kunštát - 
Lazinov -
Lažany -
Letovice -
Lhota Rapotina -
Lhota u Lysic -
Lhota u Olešnice -
Lipovec -
Lipůvka -
Louka -
Lubě -
Ludíkov -
Lysice -
Makov -
Malá Lhota -
Malá Roudka -
Míchov -
Milonice -
Němčice -
Nýrov -
Obora -
Okrouhlá -
Olešnice -
Olomučany -
Ostrov u Macochy -
Pamětice -
Petrov -
Petrovice -
Prostřední Poříčí -
Rájec-Jestřebí -
Ráječko -
Roubanina -
Rozseč nad Kunštátem -
Rozsíčka -
Rudice -
Sebranice -
Senetářov -
Skalice nad Svitavou -
Skrchov -
Sloup -
Spešov -
Stvolová -
Sudice -
Suchý -
Sulíkov -
Světlá -
Svinošice -
Svitávka -
Šebetov -
Šebrov-Kateřina -
Šošůvka -
Štěchov -
Tasovice -
Uhřice -
Újezd u Boskovic -
Újezd u Černé Hory -
Úsobrno -
Ústup -
Valchov -
Vanovice -
Vavřinec - 
Vážany -
Velenov -
Velké Opatovice -
Vilémovice -
Vísky -
Voděrady -
Vranová -
Vysočany -
Závist -
Zbraslavec -
Žďár -
Žďárná -
Žernovník -
Žerůtky